# Akaniàcies
Akaniaceae són una família de plantes amb flors dins l'ordre Brassicales. Consta de dos gèneres monotípics, Akania i Bretschneidera.